# Komparativ (kasus)
Komparativ (förkortat: COMP) är ett grammatiskt kasus som förekommer i mariska och anger likhet med någonting. Kasuset har – i mariska – suffixet -ла ('-la'). Om exempelvis någonting skulle smaka fisk (кол – 'kol') skulle formen колла ('kolla') användas.
Kasuset används också i fråga om språk, som då denoterar det språk en person talar, skriver eller hör. I detta fall varierar dock betoningen något från standardkasuset – oftast är suffixet inte betonat. När kasuset används med språk, betonas det dock.
Andra språk där kasuset förekommer är dumi, nivchiska och permjakiska.
Kasuset skall inte förväxlas med komparativ, en betydligt mer utbredd paradigm som används för att beteckna stegring av adjektiv och adverb.